# Ечеверія
Ечеверія (Echeveria DC.; народні назви: кам'яна квітка, кам'яна троянда) — рід трав'янистих сукулентів з родини товстолистих.

## Етимологія

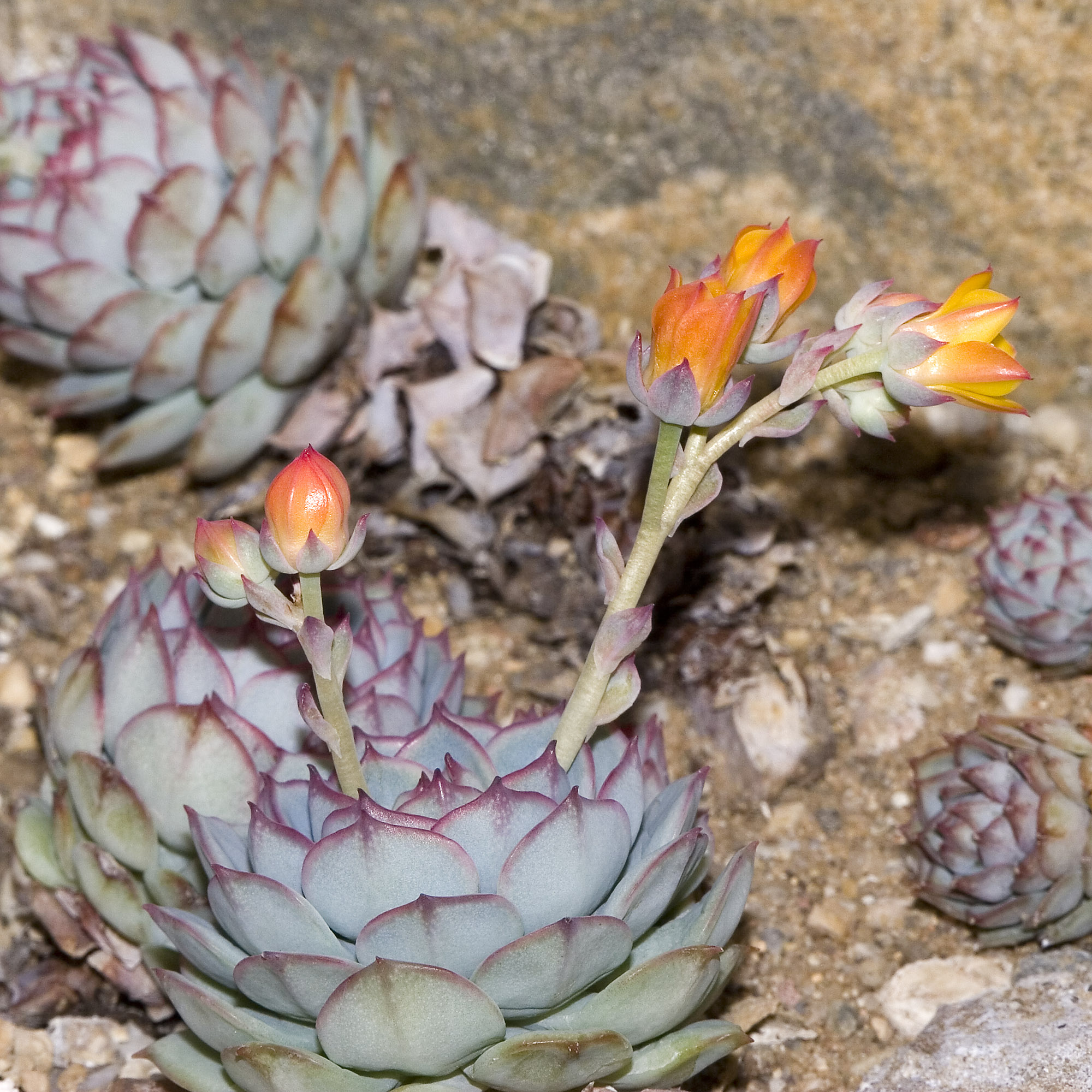
Echeveria derenbergii

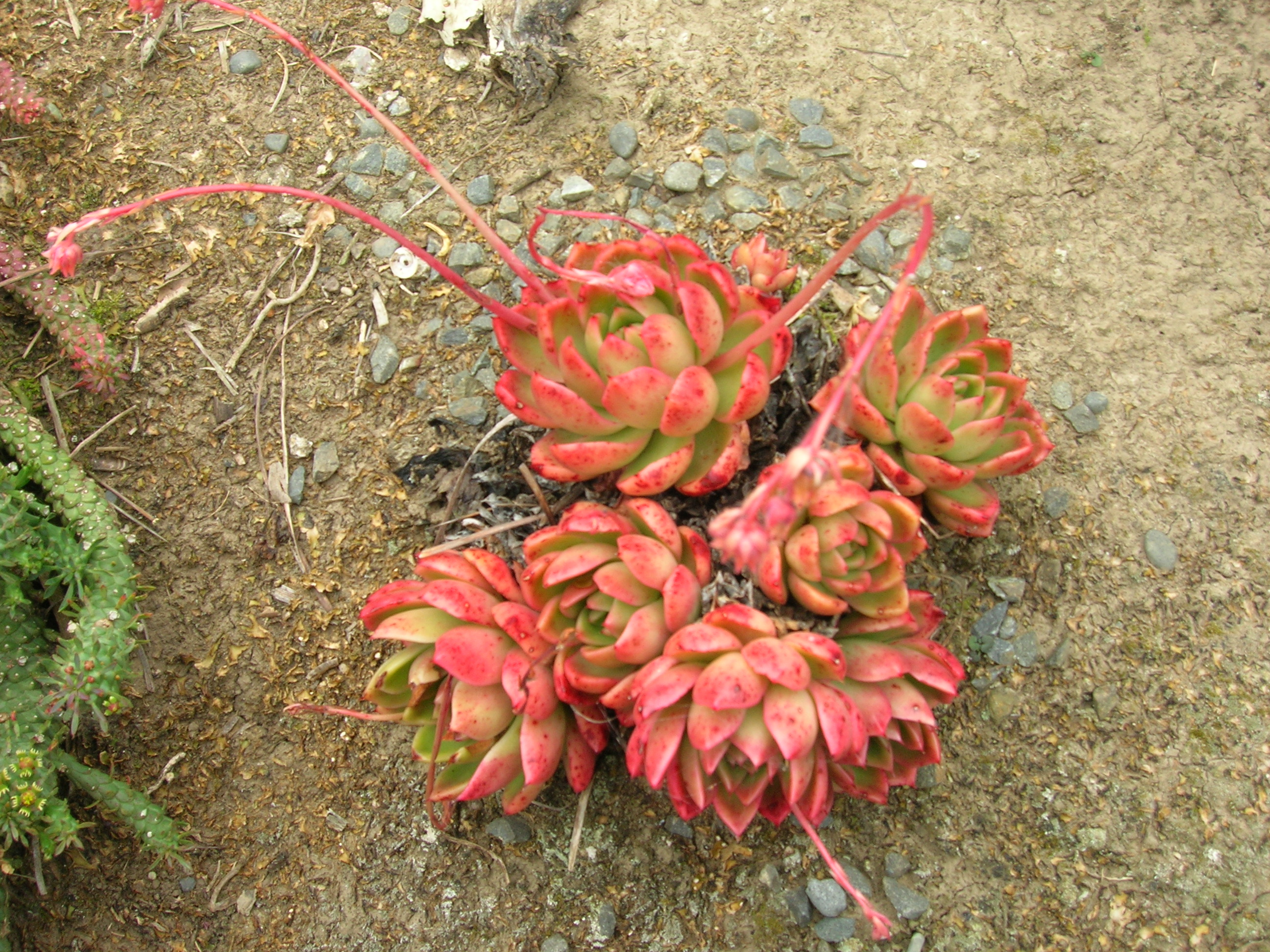
Echeveria agavoides

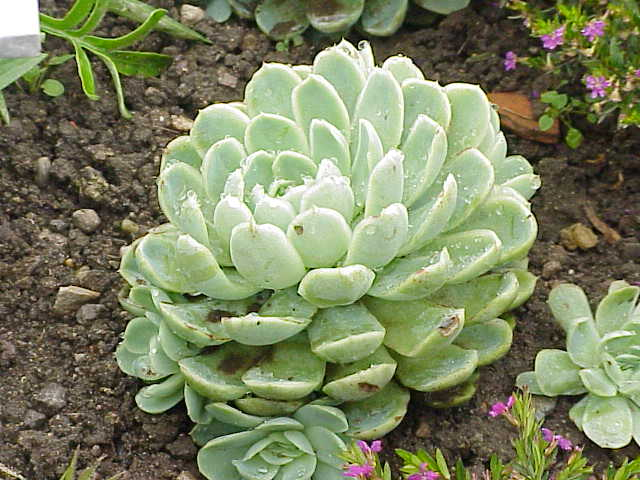
Echeveria elegans

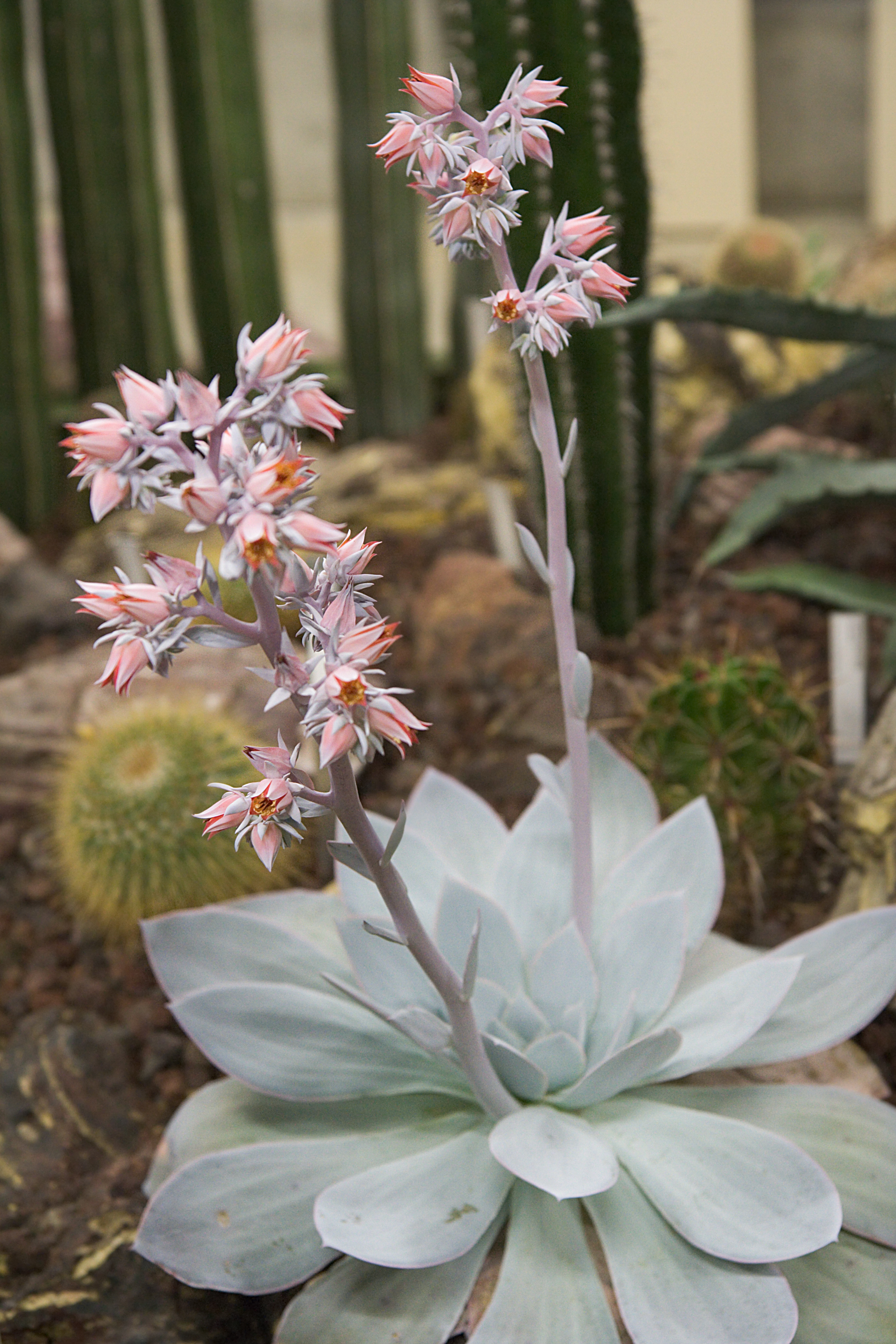
Echeveria cante

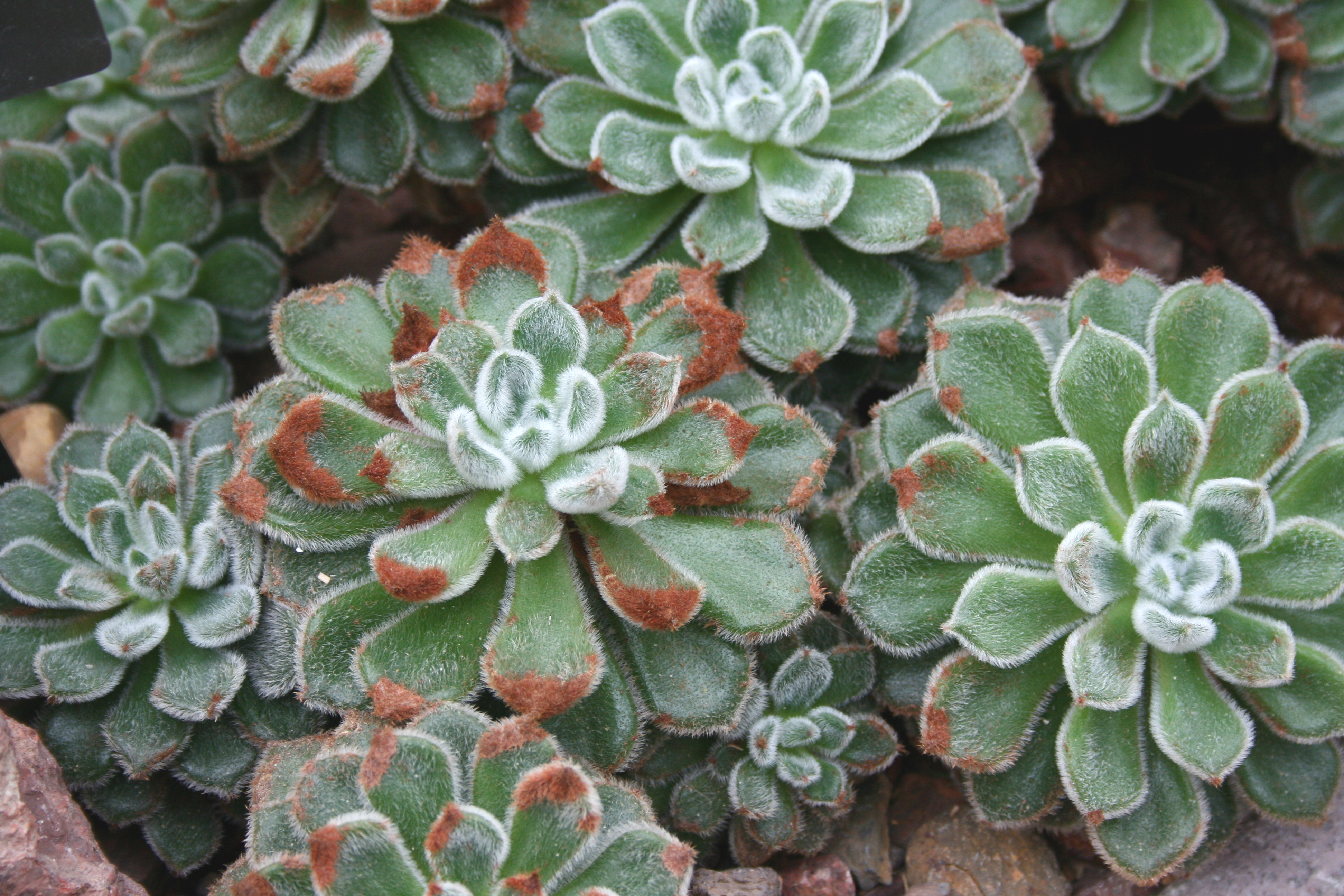
Ечеверія щетиниста (Echeveria setosa)

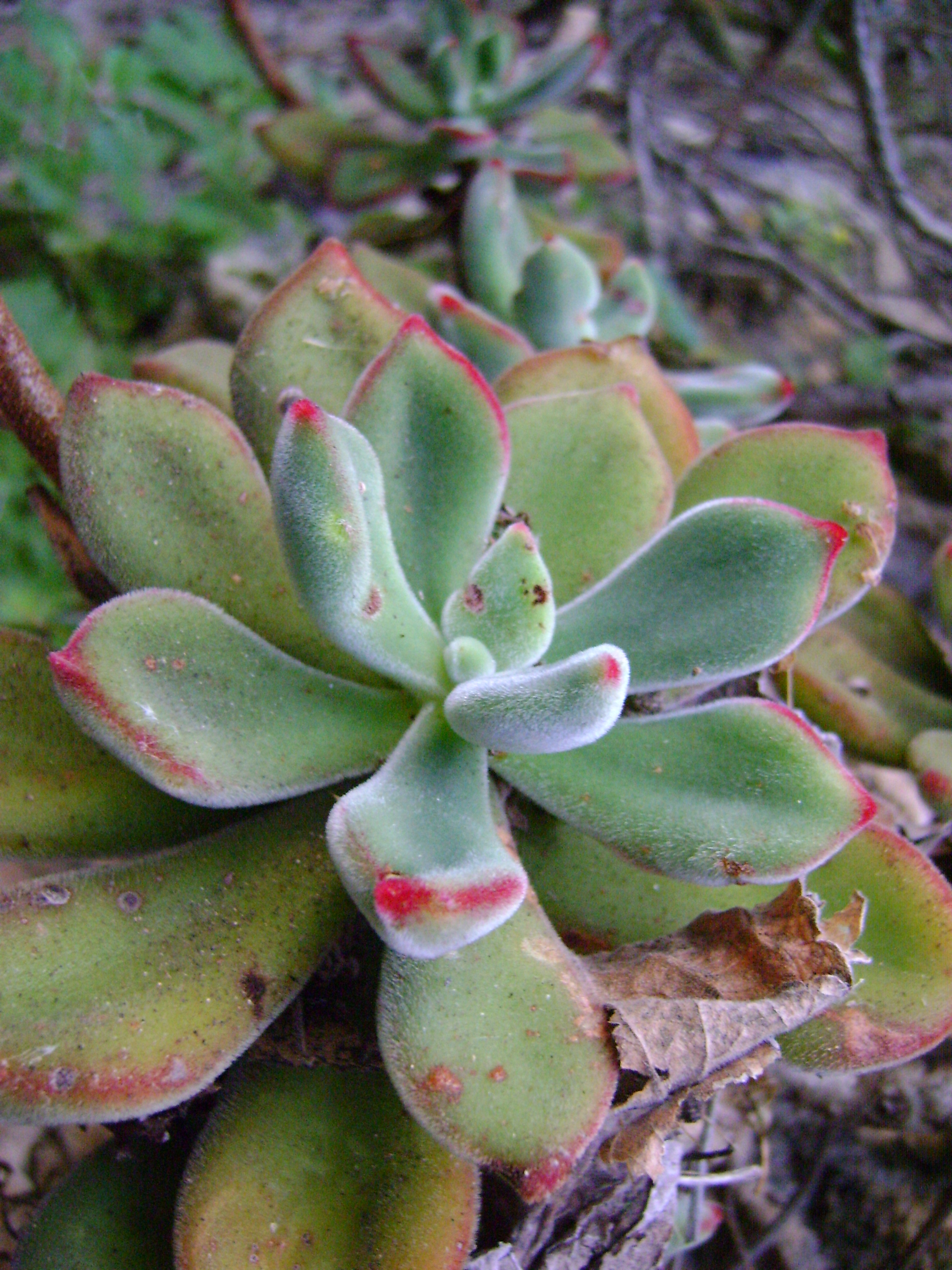
Echeveria pulvinata

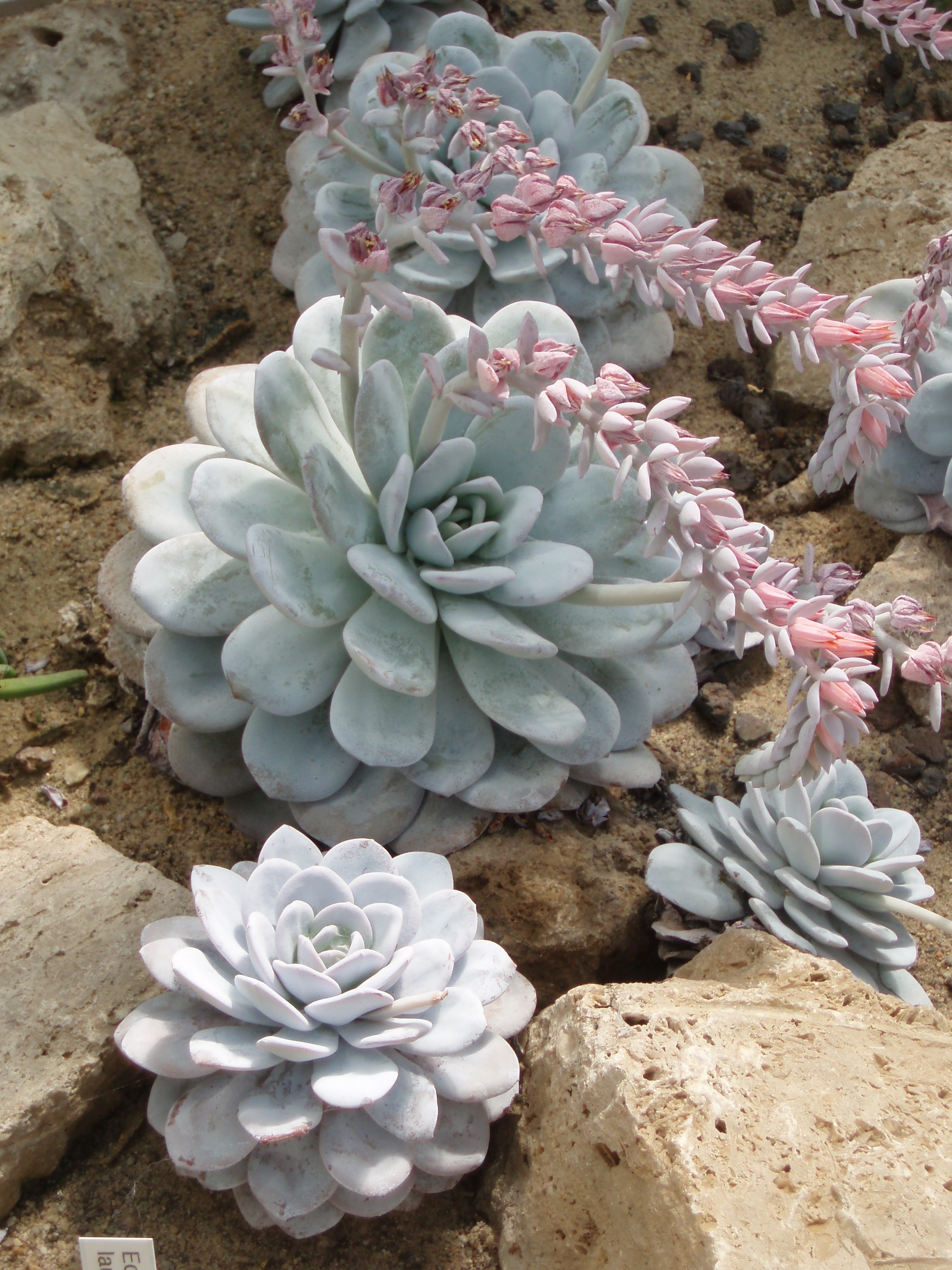
Ечеверія Лау (Echeveria laui)

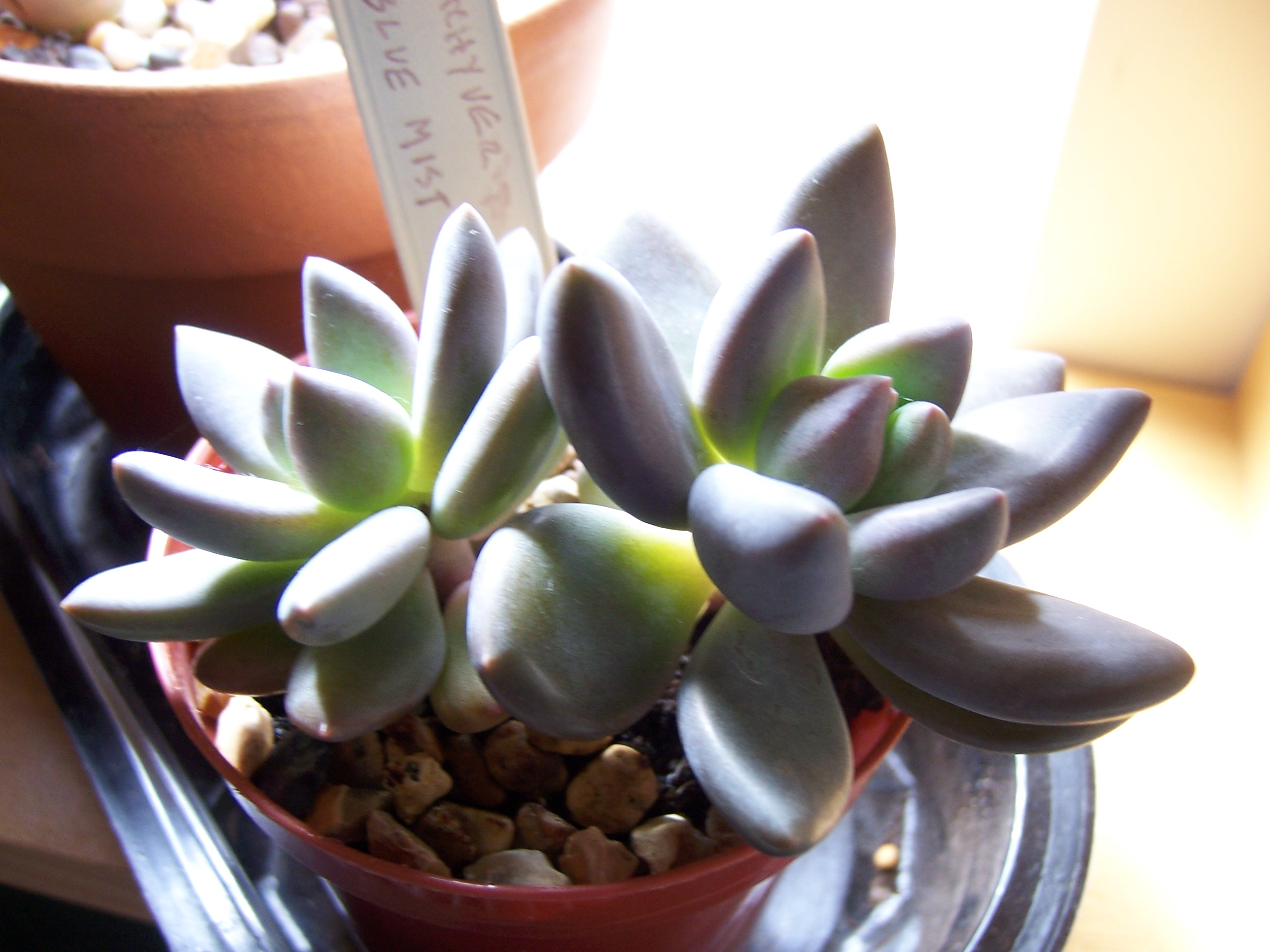
Pachyveria

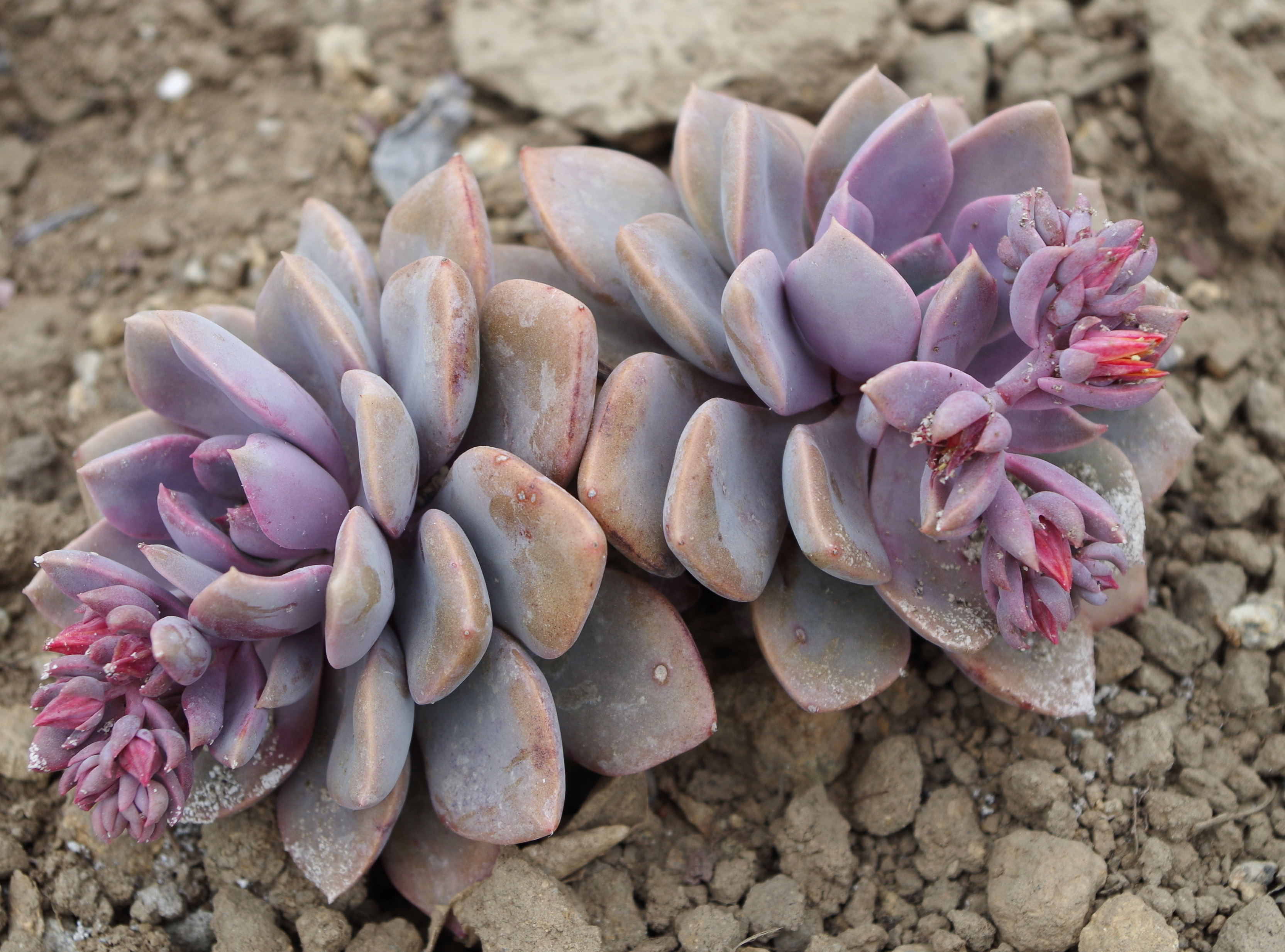
Graptoveria

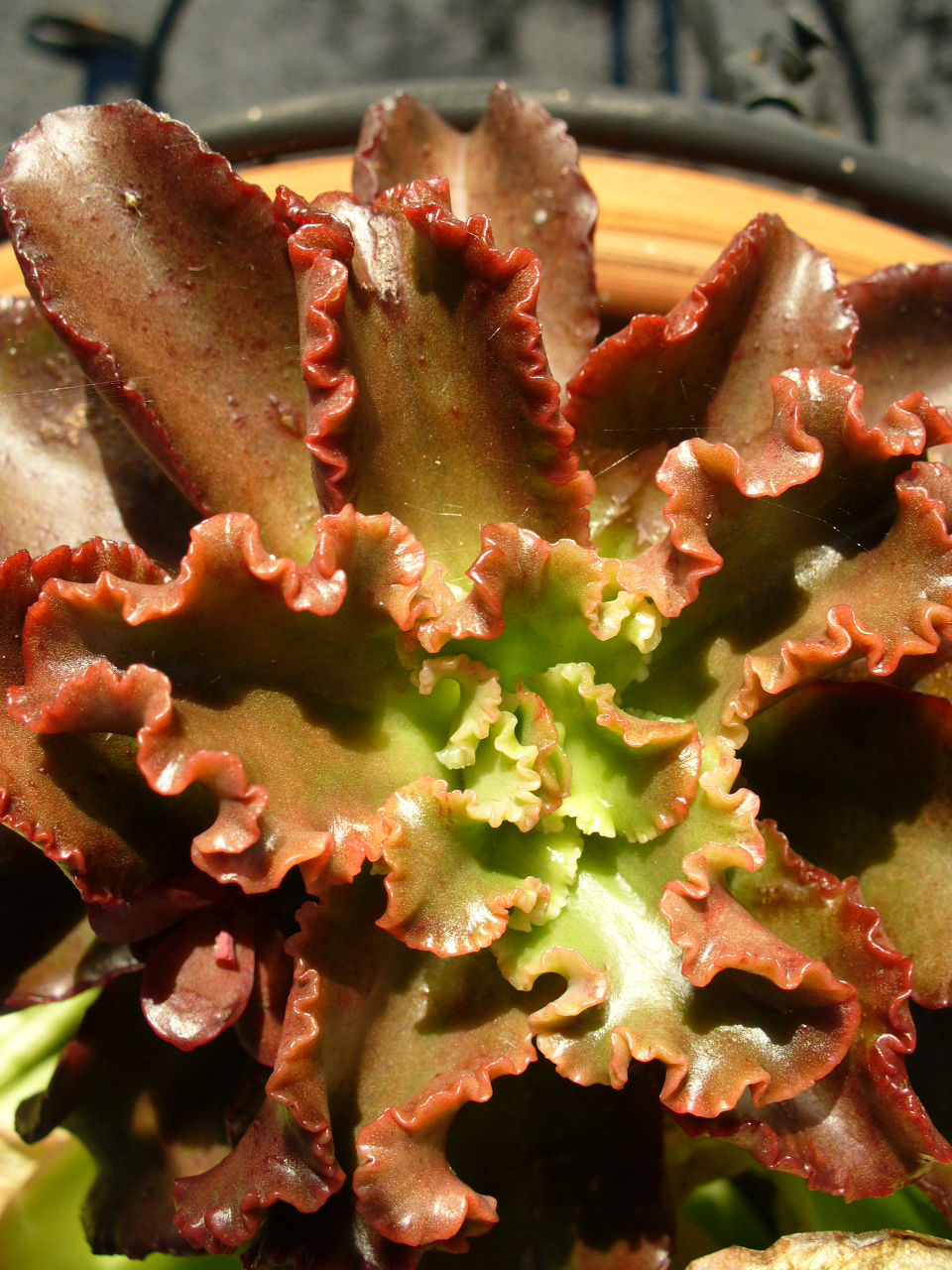
Ечеверія Шоу (Echeveria shaviana)

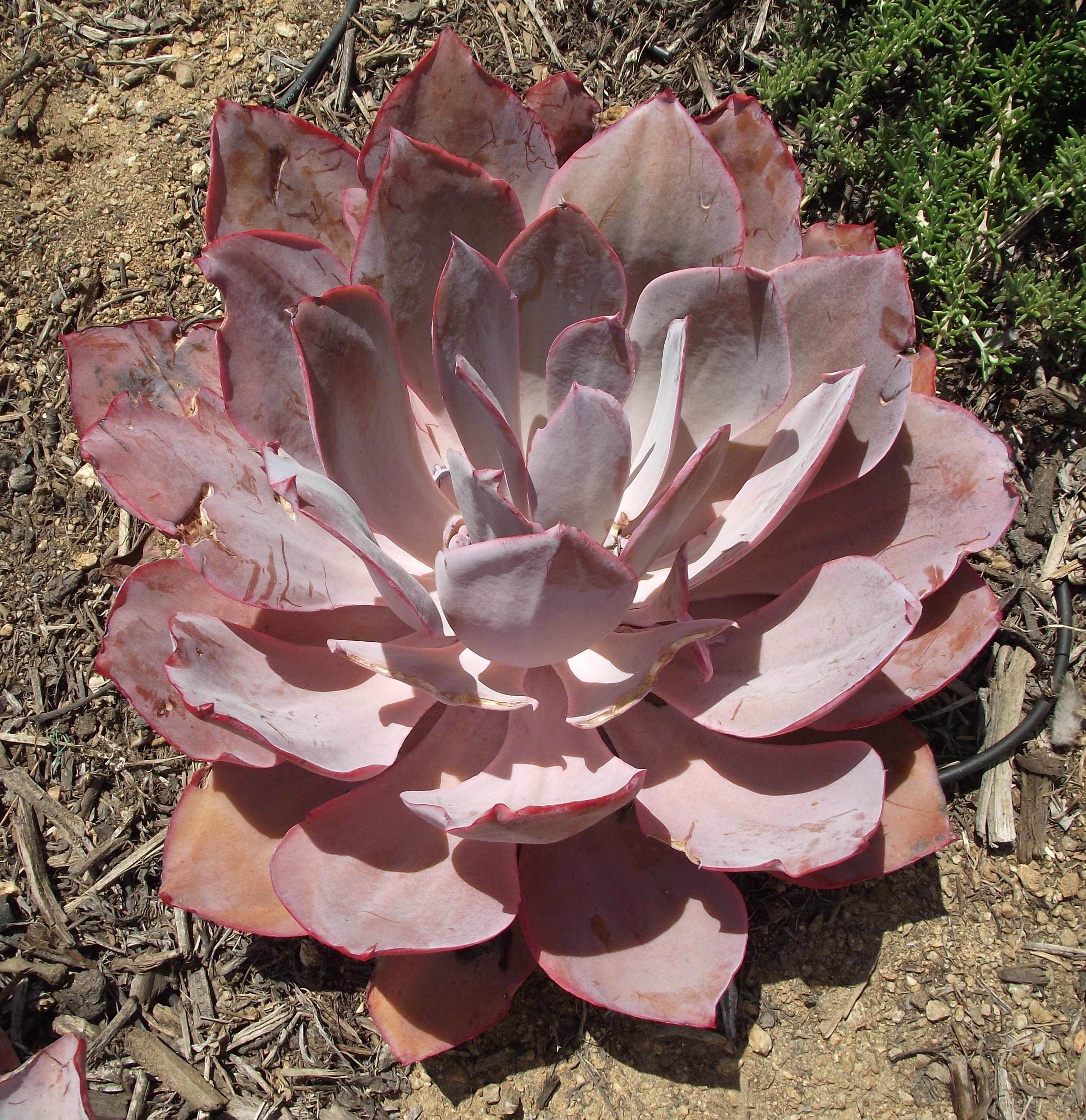
Echeveria afterglow

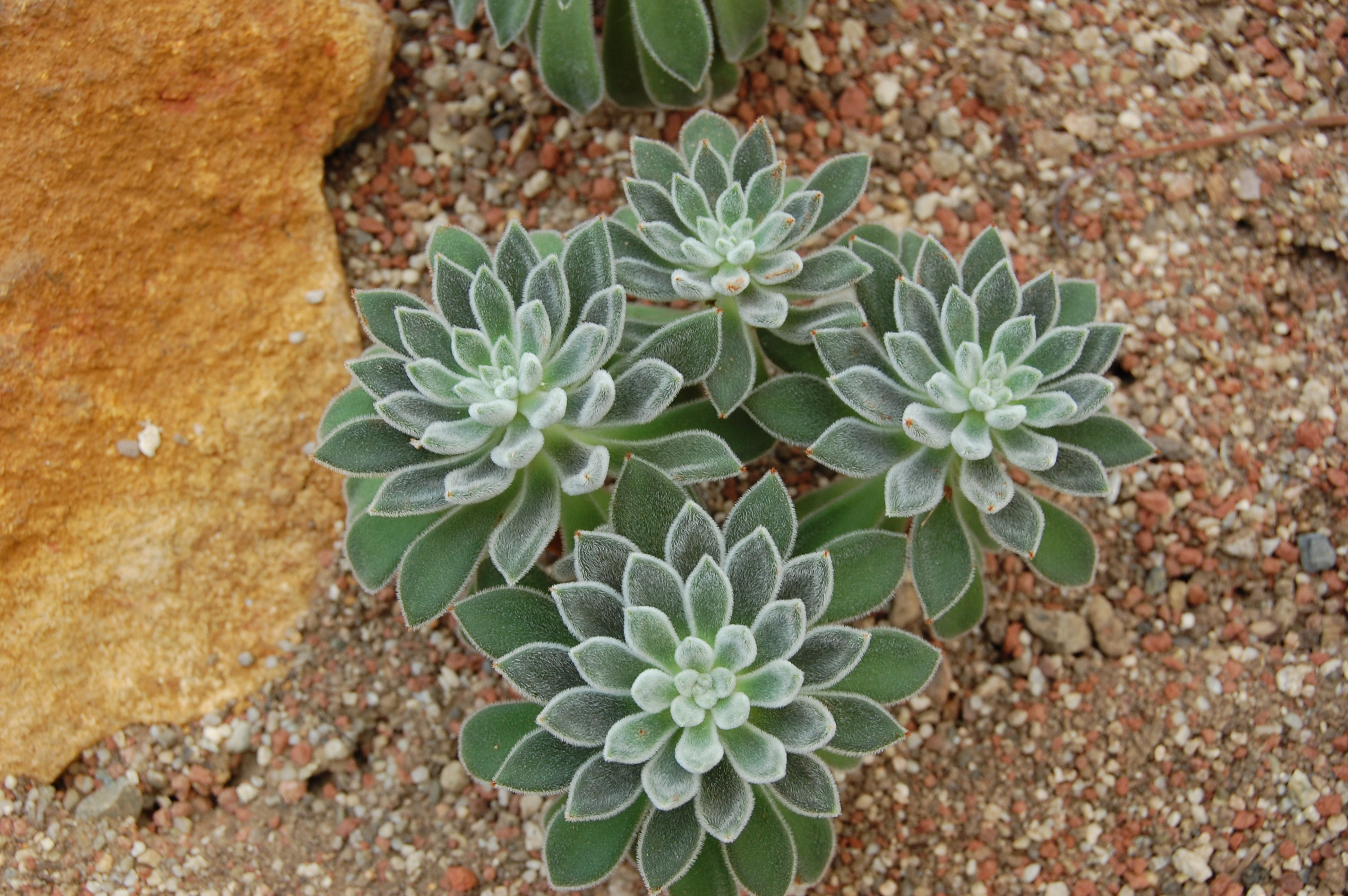
Echeveria leucotricha

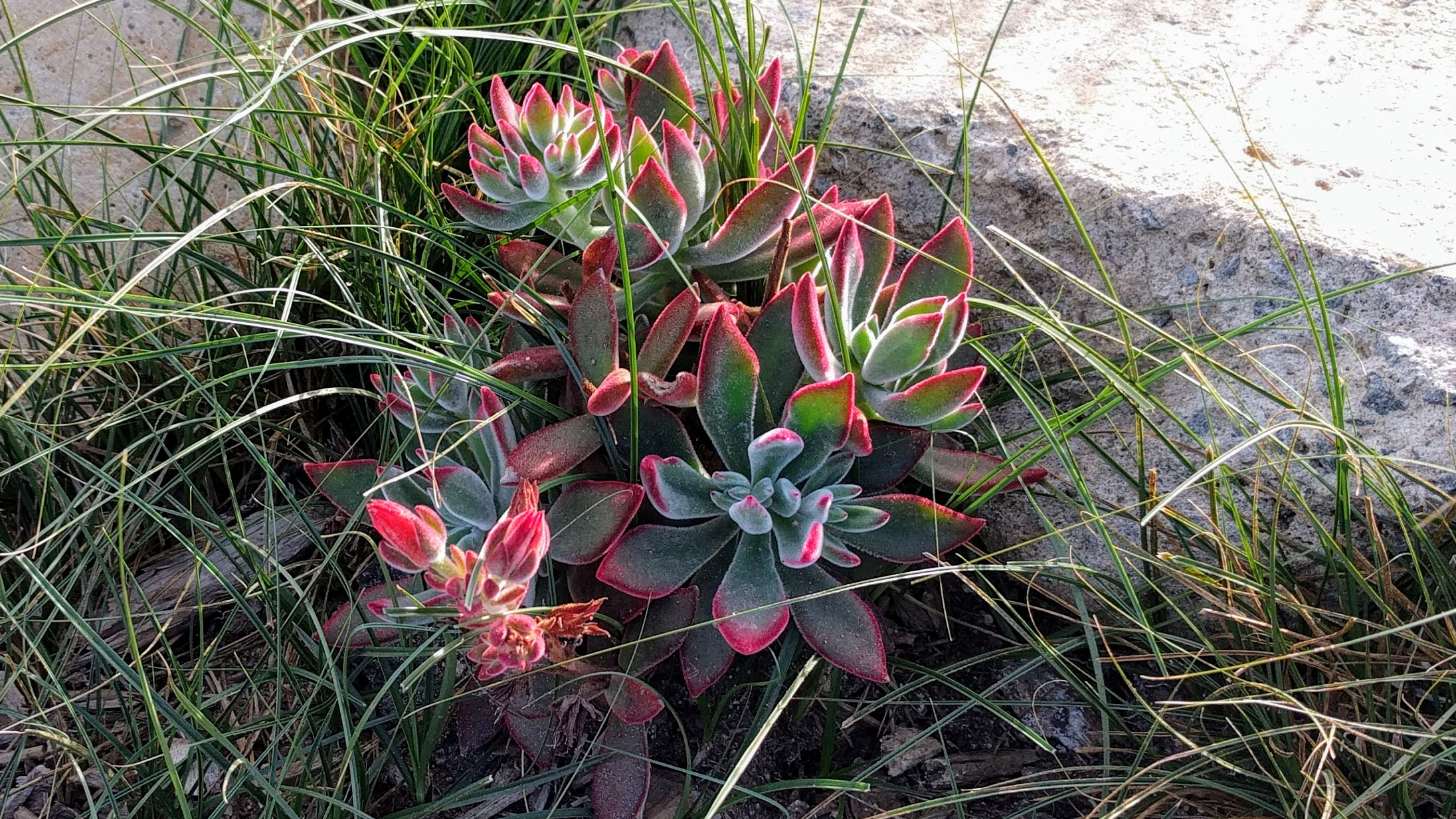
Echeveria afterglow

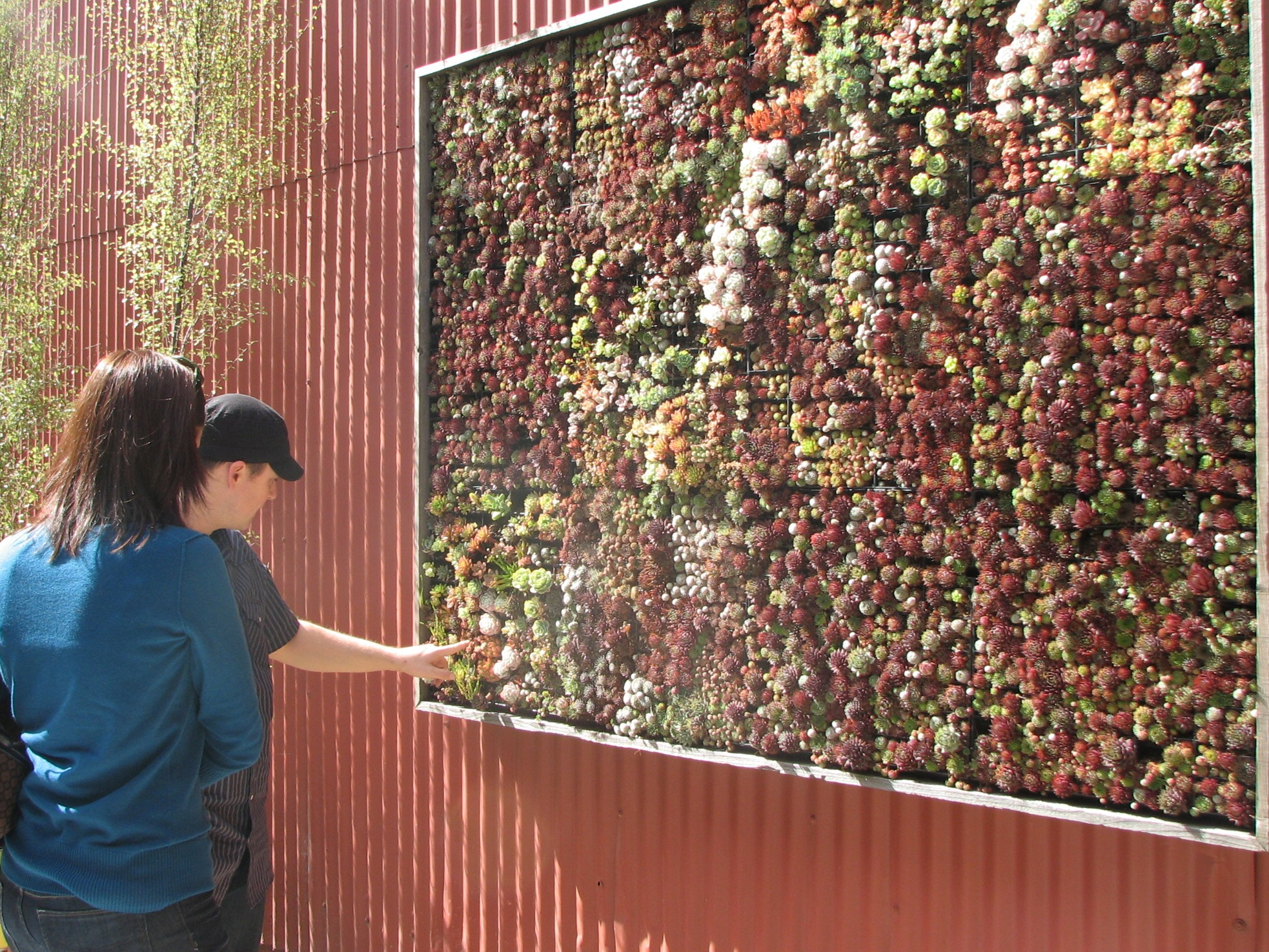
Жива стінка із сукулентів. Складена, в першу чергу із молодил з ечеверіями і товстянками

Альфонс Декандоль у 1828 р. назвав цей рід рослин на честь Атанасіо Ечеверрії (ісп. Atanasio Echeverria y Godoy) — мексиканського художника та натураліста XVIII століття.

## Морфологічний опис
Багаторічні, сукулентні, вічнозелені або іноді майже листопадні трави і чагарники. Коріння зазвичай тонке, рідко потовщене. Стебла найчастіше укорочені, прості, іноді довгі і гіллясті. Листки чергові або спіральні, або на пагонах зі зближеними міжвузлами, або в густих прикореневих розетках, зазвичай цільно-крайні і без черешків, м'ясисті або тонкі, з гострим кінцем на верхівках і відсутні при основі, голі або опушені, сизі або блискучі.
Суцвіття бічні, на прямих стеблах, з безліччю приквітників. Квітки в китицях або мітелках. Чашолистків 5, більш-менш рівні, зрощені при основі або вільні, розпростерті, частіше прямі; пелюсток 5, червоних, помаранчевих, жовтих, білих або зеленуватих, зрощених при основі в 5-гранну трубку, лопаті прямі або відхилені, товсті і кілеваті.

## Поширення
Рід об'єднує 150—200 видів з південно-західної частини США, Мексики, Центральної і Південної Америки (до Аргентини і Чилі, де вони ростуть на висотах 2-4,3 тис. м. над рівнем моря).

## Найвідоміші види
- Echeveria agavoides — з листям, прикрашеними іржаво-червоною облямівкою, особливо цікавий сорт «Red Edge».
- Echeveria carnicolor — кольору сирого м'яса. Зростає вільно і дає відростки, можна використовувати як ампельну рослину.
- Echeveria derenbergii — із зеленим блискучим листям і жовтогарячими квітками.
- Echeveria gibbiflora — рослина із пісочними і пурпурними розетками, що сидять на стовбурі висотою 30-50 см. Цвіте вона світло-червоними з білою облямівкою квітками, що з'являються восени на високих напівпарасольках.
- Echeveria harmsii — витончений напівкущик. Листя зібрані у вільні розетки. Влітку з'являються рожево-червоні квіти.
- Echeveria laui — з товстим листям, вкритим декоративною біло-блакитною восковою осугою.
- Echeveria leucotricha — із зеленим листям, вкритим густими білими волосками, на верхівці листа волоски коричневі.
- Echeveria nodulosa — із візерунчастим листям з фіолетовим смугастим візерунком. Вона досягає 20 см і цвіте з березня червоно-коричневими квітками з жовтими верхівками.
- Echeveria pulvinata — із ніби напудреними листям. Біле волоссячко — показник того, що рослина дуже любить світло. Сорт «Ruby» відрізняється червоними краями листя.
- Echeveria setosa — з плоскими розетками без стебла. Цвіте навесні.
- Echeveria shaviana — відрізняється хвилястим листям.

## Близькі роди та міжродові гібриди
Ечеверії знаходяться у близькому рідстві з дудлеями і зовнішньо дуже схожі. В природі вони нерідко зростають поруч, однак дудлеї ростуть повільніше.
Гібриди серед мексиканських товстолистих дуже рідкісні в дикій природі, ймовірно, тому що ті деякі види, які зустрічаються разом і цвітуть, в той же час обслуговуються різними запильниками. Тим не менше, більшість видів і родів легко схрещуються у вирощуванні. Якобсен і Роулі у 1958 запропонували спеціальну назву для міжродових гібридів Dudleya з Echeveria — х Dudleveria.
Ечеверії також мають близьку еволюційну спорідненість з родом пахіфітум (Pachyphytum), з яким у лабораторних умовах отримано кілька міжродових гібридів під назвою х Pacheveria (укр. Пачеверія).
Зустрічається також міжродовий гібрид з родом Graptopetalum — х Graptoveria.

## Культивування
Ечеверія — один з найпопулярніших родів товстянкових. В Європі культивують близько 70 видів.
Світлолюбні рослини. Взимку утримують сухими, за температури 10-12 °C.
Легко розмножуються листовими або стебловими живцями і столонами.
Ечеверії виглядають краще, якщо в одній композиції згрупувати рослини різних видів і сортів.
Представлені в колекції Ботанічного саду імені академіка Олександра Фоміна в Києві 30-ма видами.

## Історія

### Застосування у ацтеків
У своєму фундаментальному творі «Загальна історія справ Нової Іспанії» (1547–1577) Бернардіно де Саагун, спираючись на свідчення ацтеків про властивості рослин, навів перші відомості про ечеверію (Echeveria gibbiflora D.C. — мовою науатль темеметла), зокрема про те, що:
Темеметла. Плямиста. Низько стелиться. Освіжаюча. Вона дуже широка. Її п'ють, вона освіжає, вона холодна. Вона робить свіжими речі. Вона пом'якшує.